# Pinokari (vid Taiplax, Nådendal)
Pinokari är en ö i Finland. Den ligger i Skärgårdshavet och i kommunen Nådendal i den ekonomiska regionen  Åbo ekonomiska region i landskapet Egentliga Finland, i den sydvästra delen av landet. Ön ligger omkring 29 kilometer väster om Åbo och omkring 170 kilometer väster om Helsingfors.
Öns area är 1 hektar och dess största längd är 190 meter i öst-västlig riktning.